# Архитектура протока података
Архитектура протока података је рачунарска архитектура која је директно у супротности са традиционалном фон Нојмановом архитектуром или архитектуром упраљања током. Архитектуре протока података немају програмски бројач. Концепт је такав да се извршност и извршење инструкција одређује искључиво на основу доступности улазних аргумената за инструкције,  тако да је редослед извршења инструкција непредвидив, тј. понашање је недетерминистичко .